# Philippe Véron
Pour les articles homonymes, voir Véron.
Philippe Véron, né le 2 mars 1939 et mort le 7 août 2014, est un astronome français. 

## Biographie
Il a travaillé à l'Observatoire de Haute-Provence et en a été directeur de 1985 à 1994.
Il étudiait la variabilité et les statistiques des quasars, ainsi que les galaxies elliptiques. Il était marié à l'astronome française Marie-Paule Véron-Cetty et, avec elle, a compilé et maintenu le catalogue Véron-Cetty des quasars et des noyaux galactiques actifs, dont la treizième édition a été publiée en 2010.
Au moment de sa mort, il travaillait sur le Dictionnaire des astronomes français 1850–1950, qui est une encyclopédie biographique. Il n'est pas publié mais est disponible en ligne sous forme de PDF à cette adresse : http://www.obs-hp.fr/dictionary.
L'astéroïde (5260) Philvéron porte son nom.